# Psi Capricorni
Psi Capricorni (ψ Cap) ist ein Stern im Sternbild Steinbock. Er hat eine scheinbare Helligkeit von 4,1 mag und seine Entfernung beträgt ca. 48 Lichtjahre.
Der Stern bewegt sich für Beobachter auf der Erde mit einer schnellen Eigenbewegung von etwa 165 Millibogensekunden/Jahr über den Himmel. Bei seiner Entfernung entspricht dies einer Geschwindigkeit von etwa 11 km/s, während er sich zusätzlich mit einer Geschwindigkeit von 26 km/s von uns entfernt. Im Raum bewegt sich der Stern demnach mit einer Geschwindigkeit von etwa 28 km/s relativ zu unserer Sonne.
Bei dem Stern handelt es sich um einen weißgelben Hauptreihenstern mit etwa 1,4-facher Masse, 1,5-fachem Durchmesser und 3,8-facher Leuchtkraft der Sonne. Der Stern ist somit nur etwas größer als unsere Sonne und seine Oberflächentemperatur liegt mit etwa 6630 K ebenfalls nur etwa 850 K höher als diejenige der Sonne. Der Stern rotiert aber mit einer projizierten äquatorialen Rotationsgeschwindigkeit v∙sin i von etwa 41 km/s mindestens 20-mal schneller als die Sonne, so dass seine projizierte Rotationsperiode P/sin i bei nur 1,8 Tagen liegt, und er ist mit einem geschätzten Alter von etwa 1,6 Mrd. Jahren auch deutlich jünger als diese.
Psi Capricorni wird gelegentlich mit dem Eigennamen „Pazan“ (von persisch پازن, DMG pāzan, ‚Bergziege‘) bezeichnet.

## Wissenschaftliche Untersuchung
Für Psi Capricorni gelang es im Jahr 2000 am La-Silla-Observatorium der ESO zum ersten Mal (neben der Sonne), die differentielle Rotation einer Sternoberfläche zu ermitteln. Die Äquatorzone rotiert demnach etwa 15 % schneller als die höheren Breiten, dieser Wert ist vergleichbar mit dem Wert von 20 % bei der Sonne.
Aufgrund der relativ großen Ähnlichkeit von Psi Capricorni mit unserer Sonne und seiner geringen Entfernung war der Stern ein qualifizierter Kandidat für die Suche nach erdähnlichen Planeten im Rahmen des Projekts Terrestrial Planet Finder der NASA.